# Miranda Veljačić
Miranda Veljačić (Zagreb, 1976.) organizatorica je, istraživačica, urednica i sudionica u raznim aktivističkim, natječajnim, arhitektonskim, urbanističkim i umjetničkim projektima: radionicama, konferencijama i predavanjima.

## Biografija
Godine 1999. s Dinkom Peračićem i Markom Sančaninom osnovala je Platformu 9,81, udrugu za istraživanja u arhitekturi čije je predsjednica. Diplomirala je na Arhitektonskom fakultetu u Zagrebu. Od 2003. godine živi i radi u Splitu sa suprugom Dinkom Peračićem. 

## Profesionalni rad
Godine 2006. postaje članica predsjedništva Društva arhitekata Splita i članica programskog vijeća za urbanu kulturu i kulturu mladih Multimedijalnog kulturnog centra u Splitu. Od 2007. do 2008. godine radila je kao urednica Orisa. Od 2009. godine članica je uredništva Čovjek i prostor.
Radila je na istraživanju, elaboratu zaštite i promociji Dječjeg lječilišta-odmarališta u Krvavici kojeg potpisuje arhitekt Rikard Marasović.
Godine 2009. dobila je drugu nagradu Salona arhitekture s D. Peračićem za Projekt revitalizacije Doma mladih Split. Od 2011. godine članica je upravnog odbora Saveza udruga Klubtura. Od 2011. je zaposlena kao koordinatorica projekata Platforme 9.81, uključujući i koordinaciju programske platforme o prostoru među 12 partnera “Urbanistička platforma”.
Na Venecijanskom bijenalu arhitekture 2015. bila je dio tima s projektom pod nazivom “to trebamo-to radimo”. Projekt je 2018. nagrađen Velikom nagradom 53. Zagrebačkog salona arhitekture.

## Vanjske poveznice
- Platforma 9.81: Miranda Veljačić

- Platforma Doma mladih - video: Gradimo Dom zajedno! - izjava Mirande Veljačić